# Monti Gjelsvik
I monti Gjelsvik sono una catena montuosa dell'Antartide facente parte del più grande insieme montuoso chiamato Fimbulheimen. Situata nella Terra della Regina Maud e in particolare in corrispondenza della costa della Principessa Astrid, la formazione si snoda in direzione est-ovest per oltre 50 km tra i monti Sverdrup, a ovest, e i monti Mühlig-Hofmann, a est, e le sue vette raggiungono i 2705 m s.l.m. con il monte Risemedet.

## Storia
I monti Gjelsvik sono stati scoperti e fotografati durante la spedizione Nuova Svevia, 1938-39, comandata dal capitano tedesco Alfred Ritscher. In seguito essi sono stati nuovamente esplorati dalla sesta spedizione antartica norvegese, 1956-60, che li mappò ancora più dettagliatamente e li battezzò così in onore di Tore Gjelsvik, direttore dell'Istituto polare norvegese dal 1960 al 1983.